# 川端駅 (奈良県)
川端駅（かわばたえき）は、かつて奈良県五條市二見にあった、日本国有鉄道（国鉄）和歌山線（貨物支線）の鉄道駅（貨物駅、廃駅）である。

## 歴史

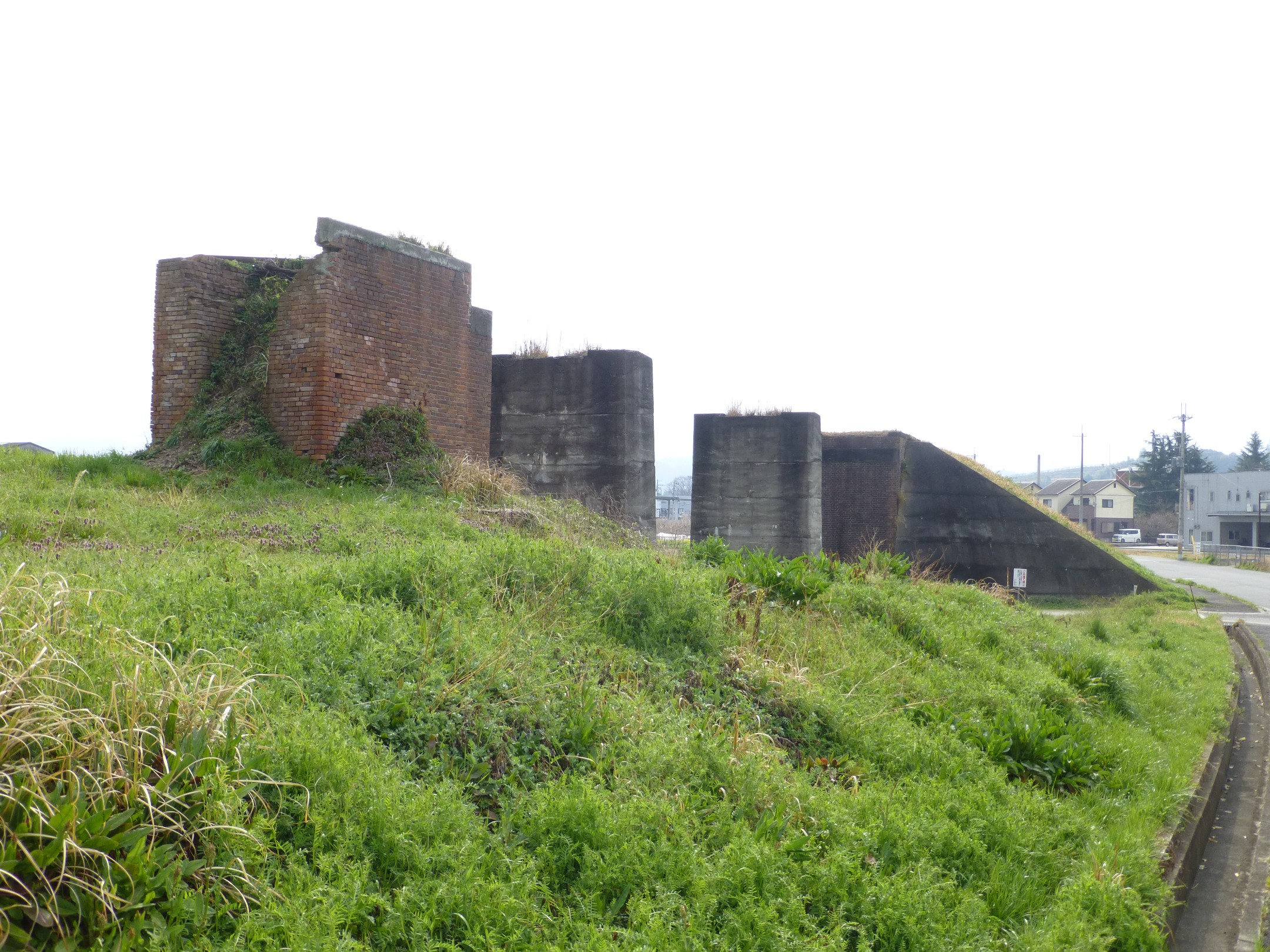
川端駅へ向かう貨物線の跡

川端駅は、当初二見駅（ふたみえき）の名前で、私鉄の南和鉄道によって開設された。南和鉄道は高田駅から五条駅まで、現在のJR和歌山線となる路線の建設を行い、その際葛（後の吉野口駅） - 五条間の開業と同時に、五条から先の二見までの路線を1896年（明治29年）10月25日に開業した。五条 - 二見間は1マイル71チェーン（約3,038 m）で、この区間は貨物線であった。ただし、二見駅は旅客営業も行う一般駅として開設されたとの記録もある。二見駅は紀の川（吉野川）のほとりに近い場所に設置され、吉野郡の山間から切り出される木材の搬送を狙って設置されたものであった。しかし当初の予期に反して、利用は非常に少なかったとされる。
その後、五条 - 和歌山（後の紀和駅）間を建設した私鉄の紀和鉄道では、この五条 - 二見間の貨物線を一部利用して工事を進めることになり、五条起点78チェーン70リンク（約1,583 m）地点に紀和鉄道起点を設置して路線を分岐させた。これは全線の工事を完成させるまでの暫定の共用として当局からの認可を得ており、いずれは五条から独自の路線を南和鉄道線に並行して建設する必要があるとされていた。これに基づき紀和鉄道では、一度は土地の測量に着手すべく奈良県知事の許可を得たものの、もともと南和鉄道の二見駅に至る貨物線の利用は少ない状況であり、これに並行して紀和鉄道線を敷設するのは費用の無駄で、社会にとっても利益にならないとの意見が紀和鉄道社内から出てきた。このため、紀和鉄道の起点を五条から分岐点の位置に変更して、二見への貨物線の途中から分岐する形態を恒久的な形態とすべく、南和鉄道と交渉を開始した。この交渉は難航したが、関西鉄道の社長が仲介を行ってついに合意が成立し、1901年（明治34年）7月1日付で紀和鉄道が南和鉄道に五条まで乗り入れることで契約が成立した。同年10月9日逓信大臣の認可を得て、紀和鉄道の起点が正式に分岐点に移転された。
1902年（明治35年）6月3日付で分岐点にあたる五条起点79チェーン（約1,589 m）地点に二見駅が開設され、同日従来の二見駅は川端駅に改称された。五条 - 二見間は南和鉄道の路線のままで、川端駅に発着する貨物列車も南和鉄道が運行していたが、旅客列車については紀和鉄道側が運行を行い、列車運行費用を南和鉄道が紀和鉄道に支払うことになっていた。また二見駅は紀和鉄道側の管理とされていた。
その後南和鉄道は関西鉄道へ売却する方向となり、まず1904年（明治37年）10月1日から関西鉄道が南和鉄道の営業委託を受けて管理することになり、同年12月9日に正式に譲渡となった。その関西鉄道が、1907年（明治40年）10月1日に国有化されたことで、当駅も官設鉄道の駅となった。
駅が開設された目的であった吉野材の輸送に関しては、従来紀ノ川をいかだに組んで流して河口の和歌山から船で送られていた。しかし吉野の産地と大阪の需要者が直接取引を行うために輸送路が求められるようになり、川端駅が設置されたことでここが水陸輸送の連絡点となった。貨車の配車がすぐに行われるとは限らなかったため、1905年（明治38年）1月には貯木場が建設されて、以降急激に出荷量が増加していくことになった。後に吉野鉄道（近鉄吉野線）が開通すると、そちらを経由した直接輸送も行われるようになった。
この頃、五條はもともと紀ノ川流域の集散地として栄えたこともあり、五條の南側にある吉野郡各村からの物資集散をさらに増やせないかという考えが有力者の中で生じていた。そのためには、川端駅からさらに南側へ鉄道を延長して、大塔村阪本（現在の五條市大塔町阪本）あたりまで伸ばせればよいのであるが、峻険な地形のために実際にはこれはほとんど実現不可能であった。そこで、架空索道（ロープウェイ）を建設して貨物輸送のみでも結び付けられないか、という構想が生じることになった。1907年（明治40年）にこの計画を奈良県に出願したが、当時日本では索道利用の前例がほとんどなく県にも知識がなかったため許可は遅れ、1910年（明治43年）にようやく許可が得られた。これにより大和索道が設立され、1911年（明治44年）に着工され第1期の二見川端 - 富貴間8.8 kmが1912年（明治45年）5月26日に開通した。さらに1917年（大正6年）6月27日には富貴 - 阪本7.2 kmが開通して全線16 kmで運転が開始され、従来数日はかかっていた貨物輸送をわずか2時間40分に短縮し、費用は3分の1から5分の1になり、沿線の住民にも大きな利益をもたらした。
ところが1922年（大正11年）に途中の峠にトンネルが開通し自動車の通れる道路が改修されたことから、大塔村までトラックやバスの運行が開始されて大和索道は大きな影響を受けることになった。第二次世界大戦中1944年（昭和19年）に、野迫川村における鉱山開発のために阪本 - 紫園間3.76 kmが延長され、ほぼ鉱山輸送用の索道となった。川端駅では、索道によりバケットに積まれて搬出されてきた銅鉱石をひっくり返してベルトコンベアを経由して無蓋車に積み込む作業が行われていた。この索道に近い経路で五条駅から南へ線路を伸ばし、はるばる新宮を目指す計画で、国鉄の五新線の建設が行われていたが、路盤まで完成した状態で建設中止となり、結局実現しなかった。また索道についても、1957年（昭和32年）に道路の新しいトンネルが開通して本格的に自動車の通行が可能となったこともあり、1960年（昭和35年）頃に廃止となった。
駅自体についても、貨物輸送のトラックへの転換が進み、1982年（昭和57年）10月1日に廃止となった。

### 年表
- 1896年（明治29年）10月25日：南和鉄道により二見駅として開業[1]。
- 1902年（明治35年）6月3日：川端駅に改称[10]。
- 1904年（明治37年）
  - 10月1日：関西鉄道に営業を委託する[12]。
  - 12月9日：南和鉄道の事業が関西鉄道に譲渡され、関西鉄道の駅となる[13]。
- 1907年（明治40年）10月1日：関西鉄道の国有化により官設鉄道の駅となる[13]。
- 1912年（明治45年）5月26日：大和索道が開通する[18]。
- 1960年（昭和35年）：この頃、大和索道廃止[20]。
- 1982年（昭和57年）10月1日：廃止[2][3]。

## 構造

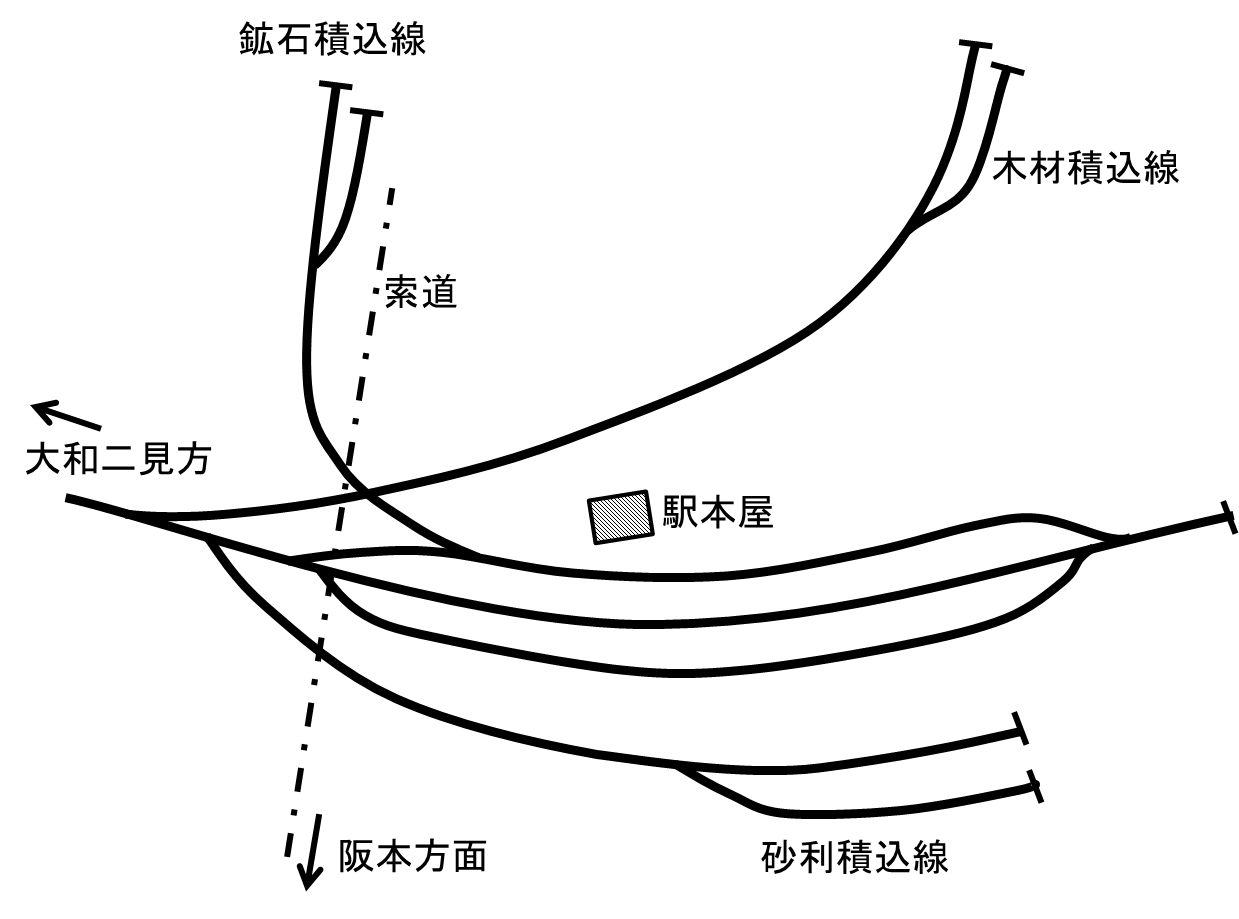

川端駅は、砂利・鉱石・木材の引き込み線の集合体のような構造で、それぞれ積み込み線が用意されていた。中央には列車の分解・組成を行うヤードとなる部分が存在していた。また木材積込線と鉱石積込線は構内で45度ほどの平面交差となっていた。
大和二見駅から川端駅までの支線は川端線と称されていた。国道24号と交差する踏切は遮断機も警報機も設置されておらず、トラックと貨物列車の衝突事故が発生したこともあったとされる。

## 利用状況
1958年度（昭和33年度）の年間発送トン数は44,892トンで、パルプ材、一般木材、鉱石などが主であった。同年の年間到着トン数は19,756トンで、セメント、機械などが主であった。この時代の本でも、鉱石、砂利、木材が主な需要であるとされている。砂利は、近くの河原で採取されてトラックで搬入され、築堤の上から貨車に流し込んで積み込む作業が行われていた。廃止直前は、貨物列車の運転は1日2往復であった。

## 駅周辺
周辺は工業地となっており、少し南へ離れた所を紀の川（吉野川）が流れる。北側に集落があり、北西に進むと大和二見駅（JR和歌山線）に至る。
- 五條市青ネギ生産組合[25]
- 柏田木材工業[26]
- 二見城跡 - 松倉重政が1万余石の大名として1608年（慶長13年）に入城し、商売を行いやすくして地域発展の基礎を築いた[27]。西方寺（五條市新町）には松倉の頌徳碑がある[27]。
- 五条陣屋跡
- 妙住寺 - 日蓮正宗の寺院[28]。
- 二見川端児童公園
- 紀の川（吉野川）

## 現状
鉱石積込線付近は片側1車線の道路に、砂利積込線は砂利を扱う会社の事業所に、駅母屋付近は木材を扱う会社の所有地（貯木場・倉庫など）となった。木材積込線は長きにわたって細い路地がそのまま残っていたが、2022年9月までに片側1車線の道路が整備された。2013年頃は一部区間に線路が残存した箇所があったが、後に舗装工事が行われた。2022年9月時点では舗装工事が完了し、残存していた線路はなくなった。